# 乐白道街道
乐白道街道，是中华人民共和国云南省红河哈尼族彝族自治州开远市下辖的一个街道办事处。

## 行政区划
乐白道街道下辖以下地区：
乐白道社区、临江社区、迎旭社区、朝阳社区、景山社区、红明社区、通灵社区、乐白道村、田心村、仁者村、旧寨村、新寨村、楷甸村、怡里村、酒房村、红石岩村和阿德邑村。